# Cariño (grup musical)
|  | Aquest article tracta sobre el grup de música madrileny. Si cerqueu el municipi gallec, vegeu «Cariño». |

Cariño és un trio madrileny de pop, indie pop i pop punk. La banda està composta per Paola Rivero, Alicia Ros i María Talaverano i va ser fundada el 2017, quan Rivero i Talaverano es van conèixer en l'aplicació de cites per a dones Wapa. Més tard, s'hi uniria Alicia Ros.
El grup va començar compartint temes gravats de manera casolana, dos dels quals més tard formarien part del seu EP titulat Movidas, publicat el novembre de 2018 per Elefant Records. El 2020, van publicar un segon senzill, X si me dejas en visto, amb la discogràfica Sonido Muchacho.
El gener d'aquell any, el festival de música Coachella va anunciar en el cartell que Cariño hi tocaria. Atenent a la pandèmia de COVID-19, però, no van actuar-hi fins a l'edició del 2022, que es va celebrar entre el 17 i el 24 d'abril.
La banda cita com a influències Juniper Moon, La Casa Azul i Los Fresones Rebeles.